# 이라크 축구 협회
이라크 축구 협회(아랍어: الاتحاد العراقي لكرة القدم)는 이라크의 축구 협회이다. 국제축구연맹(FIFA)과 아시아 축구 연맹(AFC)에 가입되어 있다. 이라크 프리미어리그, 이라크 축구 국가대표팀 등을 관리한다.

## 같이 보기
- 아시아 축구 연맹
- 서아시아 축구 연맹
- 이라크 축구 국가대표팀
- 이라크 여자 축구 국가대표팀
- 이라크 프리미어리그